# 中国—菲律宾关系
中菲關係即是中國和菲律賓之間的關係。菲律賓歷史上的蘇祿蘇丹國曾經和中國建立朝貢關係。菲律賓獨立後，曾與中華民國建交，並與1949年成立的中華人民共和國處於敵對狀態，北京當局也拒絕承認馬尼拉政府，並把菲律賓共產黨建立的政權稱為人民政府。直至1975年，菲律賓才與中華民國斷交和中華人民共和國建立邦交，互派大使。
菲律賓、中華民國和中華人民共和國都聲稱擁有南中國海（菲稱西菲律賓海）諸島的主權。阿基諾三世（2010年—2016年在任）和小费迪南德·马科斯（2022年上任）奉行親美政策，執政期間雙邊關係因主權爭議及其相關事件（黃岩島事件、菲律賓訴中國案）而陷入緊張。而罗德里戈·杜特尔特（2016年至2022年在任）則曾改变對華政策，一度令中菲关系倾向好转。

## 歷史
歷史上，華人從宋代便隨海上絲路的發展遷入菲律賓，在當地從事經濟開發、移民等。明成祖朱棣曾派正使太監鄭和率大明寶船詔封祖籍福建晉江的旅菲僑領兼船運老闆許柴佬為呂宋總督，統領當地軍政大權達二十餘年之久。明成祖永樂十五年（1417年），蘇祿東王偕另二王及其親屬曾經親自晉見明朝皇帝明成祖朱棣，歸國途中東王染疾，病故並安葬於山東省德州。其長子後返回蘇祿，繼承蘇丹王位。在西班牙入侵呂宋後，西班牙認為是他們的殖民地，西班牙人曾對華人進行屠殺，一些華人被迫隱藏自己的姓氏，改成與西班牙裔或當地土著的姓氏。

1590年《謨區查抄本》展示的菲律賓華人畫像
畲客
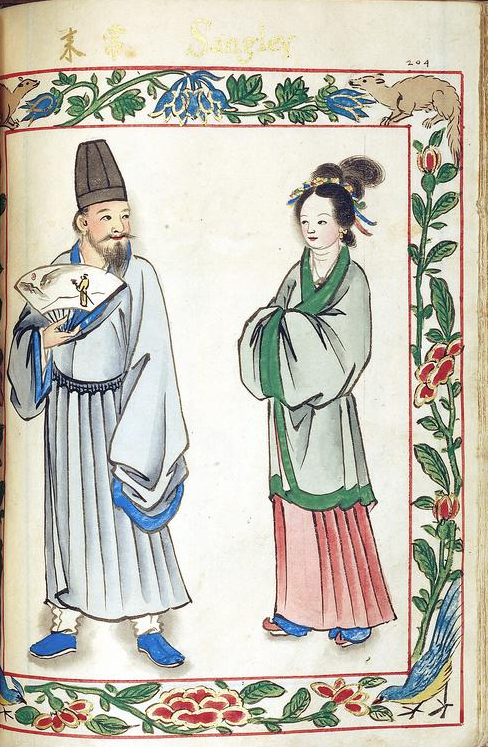
常來人（一）
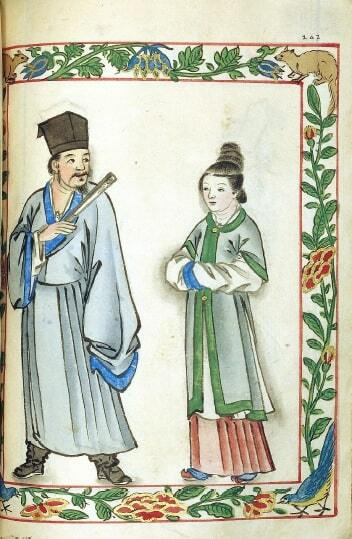
常來人（二）
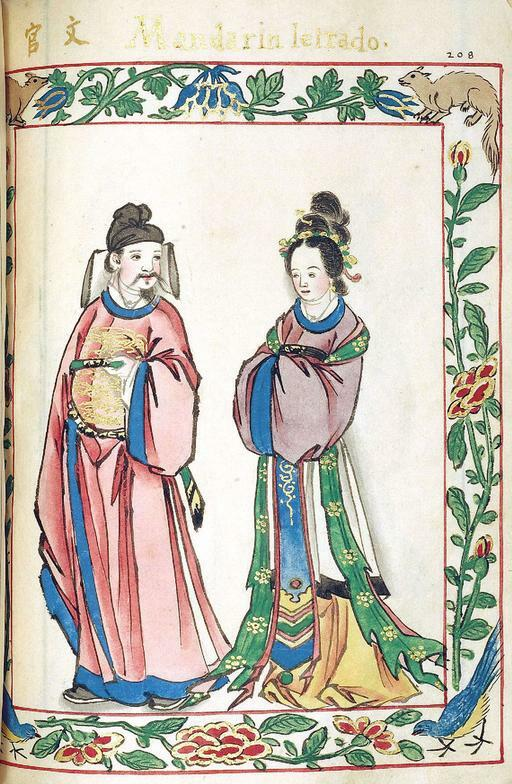
明朝文官
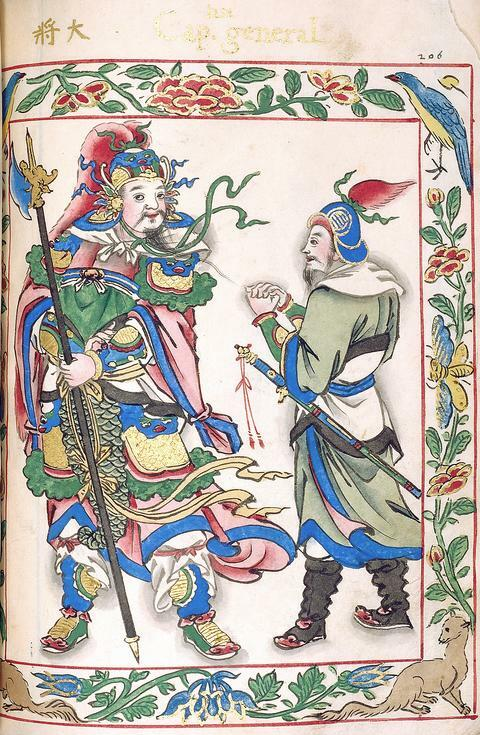
明朝武官

1942年日军攻占马尼拉后，中華民國駐菲律賓領事館人員為保護華僑不撤離，拒絕投靠日本佔領者；4月17日總領事楊光泩與其他七位外交官一同被日軍殺害，是為「抗日外交九烈士」。1946年菲律賓獨立後，旋即與中華民國建交。兩國奉行反共政策，並一度與1949年由中國共產黨成立的中華人民共和國處於敵對狀態。北京當局也拒絕承認馬尼拉政府，並把菲律賓共產黨建立的政權稱為人民政府。
1961年後，在毛澤東主導下，中國共產黨開始开始加大扶持马来亚共产党、缅甸共产党、泰国共产党、菲律宾共产党等在东南亚各国打游击战的共产主义武装组织，给予大量的武器、经济、技术、粮食援助。但在邓小平掌權执政之后，中華人民共和國政府宣布停止输出革命，断绝一切对东南亚各国共产党的援助。
1975年6月9日，菲律賓與中華人民共和國建交。前总统阿基诺夫人和拉莫斯分别于1988年4月和1993年4月访问中国。中華人民共和國和菲律賓對南沙群島等南海領土有重疊的領土主張，雙方關係曾因為1995年中國在美濟礁興建三層高建築而變得緊張。1996年11月，中共中央总书记、国家主席江泽民到菲律宾参加亚太经合组织第4次领导人非正式会议并对菲律宾进行正式访问。期间，两国领导人同意建立中菲面向21世纪的睦邻互信合作关系，并就在南海问题上“搁置争议，共同开发”达成重要共识和谅解。
2000年5月，菲律宾总统埃斯特拉达对中国进行国事访问，两国政府签署了《中华人民共和国政府和菲律宾共和国政府关于21世纪双边合作框架的联合声明》。2001年10月，阿罗约总统到上海参加亚太经合组织第9次领导人非正式会议并对中国进行国事访问。2005年，中共中央总书记、国家主席胡锦涛对菲进行国事访问期间，两国领导人确认建立致力于和平与发展的战略性合作关系。2007年1月，国务院总理温家宝对菲进行正式访问，双方发表了联合声明，愿共同全面深化中菲致力于和平与发展的战略性合作关系。

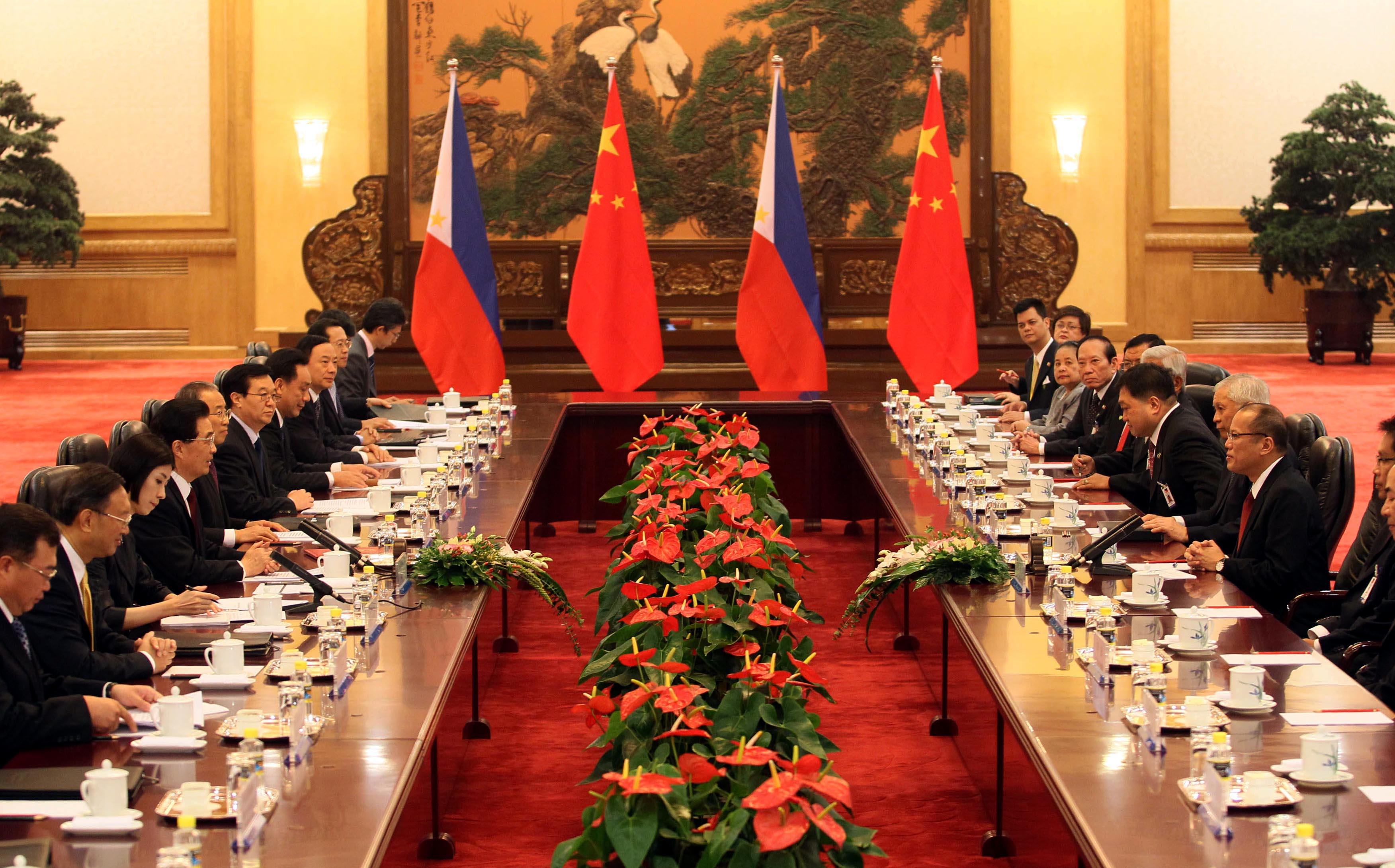
2011年，中國國家主席胡錦濤和菲律賓總統阿基諾三世在北京人民大會堂進行雙邊會談

在阿基諾總統時代的2013年起，美國壓制中國崛起的亞太再平衡政策開始推動，阿基諾採取跟隨美國立場導致中菲關係惡化，黃岩島事件後針對南海糾紛的南海仲裁開始發酵，最終中國表明不參與該仲裁且領土無權由外國人來仲裁的立場，造成該案沒有國際法強制力，中菲關係也陷入冰點，多次發生海警對峙與轟六巡航至菲律賓西部。同時中国政府以发现害虫等为由，对菲律宾五家主要的水果出口企业下达对中出口禁令。
但2016年起杜特蒂當選總統後對華政策採取極大幅度的調整，多次辱罵美國為殖民主心態，並決定擱置南海問題，當強硬掃毒行動被西方批評後中菲兩國開始走近，之後美國有停售武器給菲的舉動。杜特蒂出訪在北京人民大會堂公開發言強調家族有中國人血統，並認為兩國可以當好朋友。同時中國解除了菲律賓水果禁令。當年杜特尔特還在北京签署了一份谅解备忘录，决定设立菲律宾海岸警卫队与中国海岸警卫队之間的"热线"。一年后，该热线启用。
2017年杜特蒂國情咨文中三次感謝中國的經濟和反恐幫助，並出示訪華的照片作為演講中外交成就的主題，當年度6月份中國無償提供菲律賓五千萬人民幣的輕步兵軍火作為反恐和彌補美國停售空缺，該批軍火抵達時杜特蒂親自前往迎接，兩國關係逐漸好轉。
2020年6月9日，中共中央总书记、国家主席习近平同菲律宾总统罗德里戈·杜特尔特互致贺电，庆祝中菲建交45周年。2022年5月，小费迪南德·马科斯当选菲律宾总统，6月28日，中方宣布派遣习近平特别代表、国家副主席王岐山出席菲律宾总统就职仪式。同年7月6日，中国国务委员兼外长王毅应邀访问菲律宾并会见小马科斯，小马科斯表示南海问题不是菲中关系的主軸，不應成為兩國合作的障礙，双方均表示将加强双方友好关系。2023年1月3日，菲律宾总统小马科斯访华，为小马科斯就任菲律宾总统后首次访华，也是小马科斯首次正式访问东盟以外国家，1月4日下午小马科斯与中共中央总书记、中国国家主席习近平举行会谈，会后双方发表《中华人民共和国和菲律宾共和国联合声明》。

## 經濟關係
中國大陸是菲律賓最大的貿易夥伴、進口夥伴和第三大出口夥伴，中國大陸進口產品佔菲律賓進口額的20.6%，對華出口產品佔菲律賓出口額的13.9%。2022年，双边贸易额877.2亿美元，其中中国對菲出口646.7亿美元，菲律賓對華出口230.4亿美元；中国对菲律宾贸易呈现顺差。截至2021年，菲律宾累计对华实际投资额为34.1亿美元，中国累计对菲直接投资额8.8亿美元。2022年中国对菲投资额为1.2亿美元（其中非金融类直接投资额为1.45亿美元）；2021年菲对华实际投资941万美元。

## 文化關係
2012年是中華人民共和國與菲律賓的友好交流年。两国迄今签署了14个双年度文化合作执行计划，举行了13次科技合作联委会会议，共确定了244个科研合作项目；中菲结有27对友好省市。目前在菲律賓的華人共有100萬餘人，大多集中在首都圈大馬尼拉都會區內。
| 合作文件 |
| --- |
| - 《中华人民共和国政府和菲律宾共和国政府建交联合公报》（1975年6月） - 《中华人民共和国政府和菲律宾共和国政府关于21世纪双边合作框架的联合声明》（1975年6月） - 《中华人民共和国与菲律宾共和国联合新闻公报》（1975年6月） - 《中华人民共和国与菲律宾共和国联合声明》（1975年6月） - 《中华人民共和国与菲律宾共和国联合声明》（1975年6月） - 《中华人民共和国政府和菲律宾共和国政府关于战略性合作共同行动计划》（1975年6月） - 《中华人民共和国与菲律宾共和国联合声明》（1975年6月） |
| - 《科技合作协定》（1978年） - 《文化合作协定》（1979年） - 《民用航空运输协定》（1979年） - 《中菲刑事司法协助条约》（2000年） - 《体育合作备忘录》（2001年） - 《信息产业合作备忘录》（2001年） - 《打击跨国犯罪合作备忘录》（2001年） - 《引渡条约》（2001年） - 《打击贩毒合作协议》（2001年） - 《旅游合作备忘录》（2002年） - 《海事合作谅解备忘录》（2005年） - 《青年事务合作协议》（2005年） - 《卫生和植物卫生合作谅解备忘录》（2007年） - 《教育合作谅解备忘录》（2007年） - 《文化遗产保护协议》（2007年） - 《卫生合作协议》（2008年） - 《中国国务院新闻办公室和菲总统府新闻传播办公室友好交流与合作备忘录》 （2011年） - 《体育合作备忘录》 （2011年） - 《旅游合作谅解备忘录》 （2011年） |

## 援助支持
2020年2月，COVID-19疫情袭击中国，菲律宾纳卯侨胞积极募捐支援中国抗击疫情。随着中国抗疫疫情逐渐稳定，以及菲律宾疫情开始出现加剧。2020年4月13日，12位中国援助菲律宾医疗专家组成员到访菲律宾国立大学菲律宾总医院后交流中方抗疫经验。2020年10月，由于菲律宾先后遭遇飓风天鹅、飓风风环高袭击，造成大量人员和财产损失。中国政府及民众向菲律宾伸出援助之手，在中国驻菲律宾使馆在菲律宾中国商会协助下，救助救灾物资总价值400万人民币（约合2880万比索），直接惠及20余万菲民众。
2021年2月28日，中国政府援助的首批科兴新冠疫苗运抵菲律宾首都马尼拉维拉莫尔军用机场，这也是菲律宾自疫情暴发以来接收的首批新冠疫苗。菲律宾总统杜特尔特和中国驻菲律宾大使黄溪连赴机场迎接。
2021年5月，菲律賓總統杜特爾特接種中國國藥集團提供的新冠疫苗。

## 外交争端

### 马尼拉人质事件

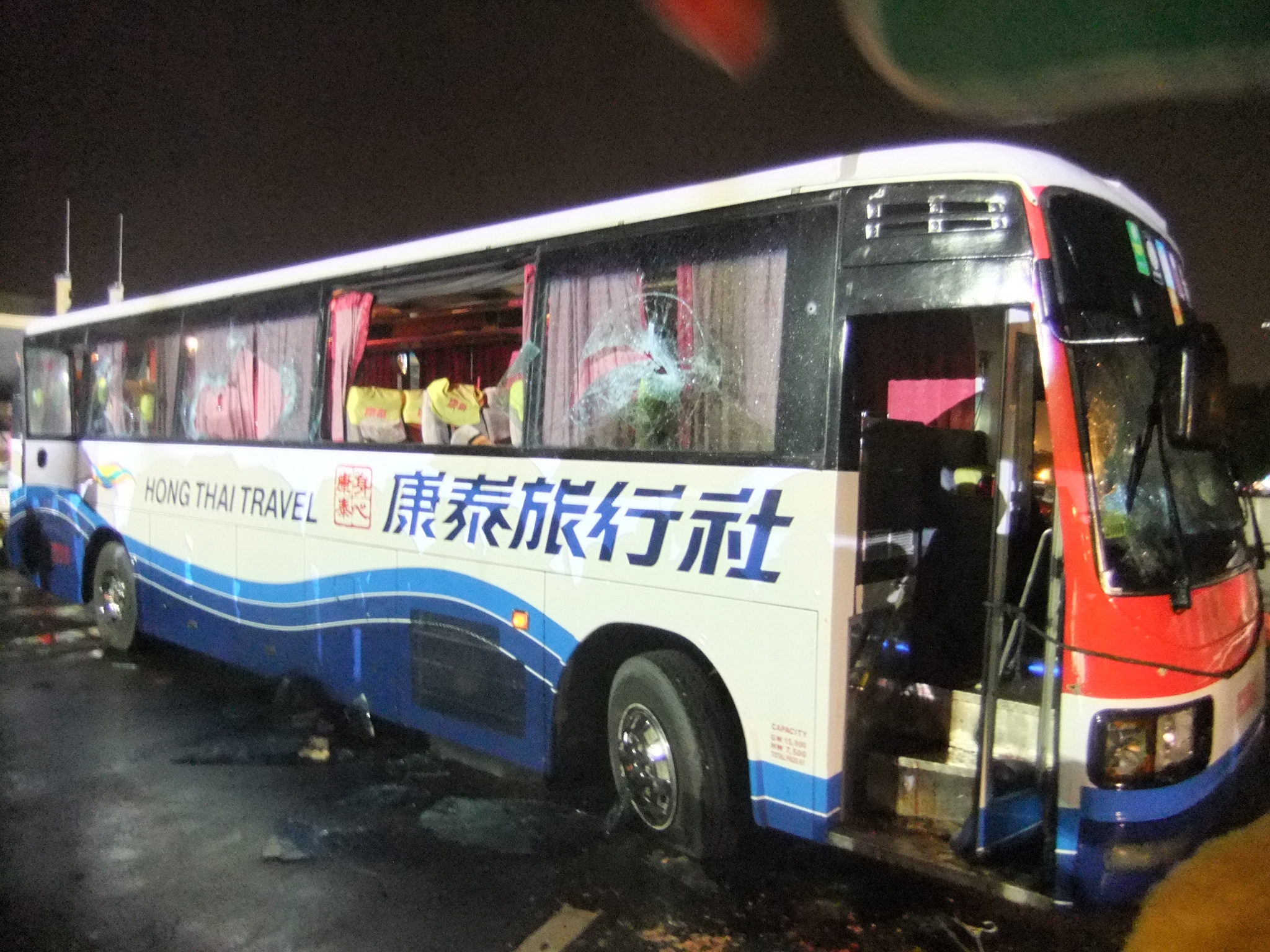
馬尼拉人質事件中遭挾持的康泰旅行社旅遊巴

2010年8月，一批香港游客在马尼拉遭到劫持，合共有15名香港游客在劫持事件中受傷或身亡。劫持事件影響到香港市民對菲律賓的觀感；香港大學在同年11月進行民意調查，發現受訪者對菲律賓政府的觀感淨值為-77%，對菲律賓人民的觀感淨值是-11%。2013年10月，梁振英與菲律賓總統阿奎諾三世在2013印度尼西亞APEC峰會期間會面，商討如何解決劫持事件；梁振英向阿奎諾三世傳達死者家属和伤者所提出的四項要求（四項要求為道歉、賠償、懲處相關人員和保證同類事件不會再發生），阿奎諾三世明確指出菲律賓政府不會道歉。

### 南海冲突

#### 2019年
2019年6月9日，中国渔船“粤茂滨渔42212”在菲律宾巴拉望省以西的礼乐滩撞击菲律宾船只“F/B Gem-Ver”，造成对方船只沉没，22名菲律宾船员落水，随后被一艘越南船救走。菲律宾政府在事发第二天作出回应，要求中国政府惩罚肇事中国船员，否则会考虑切断与中国的关系。中方表示事件为普通的海上事故，这个说法后来得到菲律宾武装部队调查的支持。

#### 2022年
2022年11月21日，菲律宾海军在中业岛附近海域进行打捞长征五号B运载火箭残骸任务时，被中国船只两次阻拦航线和拿走扣留物。菲律宾海军和国防部称，当时中国人「强行切断菲律宾橡皮艇上的拖缆」，然后拿走菲律宾军队打捞上来物件。尽管中国大使馆事后否认了这一报告，称该物体是在双方友好协商后拿走的，引起菲律宾总统费迪南德·马科斯要求北京解释中国海岸警卫队在争议水域从菲律宾士兵手中夺走火箭残骸事件，并称「不明白为何中方大使馆与菲律宾海军的报告如此不同」，强调不会让中国践踏菲律宾的海洋权利。马科斯也宣布计划在2023年1月访问中国，以恢复南海行为准则（COC）的谈判。菲律宾外交部长恩里克·马纳洛也在11月25日表示，在中国驻马尼拉大使馆否认菲律宾武装部队西部司令部的报告后，菲律宾将向中国发出普通照会，要求解释扣押火箭部件事件，并在外交部网站告知，虽然这次普通照会不等于外交抗议，但截止2022年为止，菲律宾已对中国提出189项外交抗议，其中61次是在马科斯政府期间发出的。12月14日，菲律宾就中国海岸警卫队船只「强行」扣押菲律宾海军打捞的火箭碎片一事正式向中国提出外交抗议。菲律賓眾議院之后也通过了一项谴责中国在西菲律宾海的非法行为的决议。

#### 2023年
2023年8月5日，中国海警的一艘舰船在仁爱礁附近向菲律宾海岸警卫队的船只发射水炮，以阻止菲海警护送的包租船向岛上运送补给物资及轮换部队。菲律宾海岸警卫事后发声明强烈谴责中国海警的“危险操作”，指控中方“非法使用水炮对付菲律宾海岸警卫队船只”；菲军方发言人Medel Aguilar上校称由于中方“过度和攻击性”的行动，菲方第二艘包租船无法卸载货物。8月7日，菲律宾外交部次长特蕾莎·拉扎罗（Theresa Lazaro）召见中国驻菲律宾大使黄溪连，就中国海警在南海对菲律宾船只发射水炮提出措辞强烈的外交抗议，要求中方停止干涉菲律宾的合法活动，遵守包括1982年《联合国海洋法公约》在内的国际法。中国海警承认在事件中发射水炮，称是“为了避免在重复警告无效时直接阻塞和碰撞”而发射，同时指“现场操作专业而克制，无可非议”。中国外交部以答记者问的形式回应事件，称菲律宾曾多次承诺拖走自1999年来在仁爱礁“非法坐滩”的马德雷山号军舰，但24年以来，菲律宾不但没有拖走军舰，还试图对其进行大规模维修加固，“实现对仁爱礁的永久占领”，中方已就此事向菲律宾提出“严正交涉”。此後菲律宾海岸警卫队与中国海岸警卫队之間的热线停用。
2023年9月22日，菲律宾渔业和水产资源局公务船在总统的指示下，对黄岩岛附近的中国浮标进行拆除，而中方则称相关拦阻设施是由中方主动回收，指控菲方完全是捏造事实、自导自演。
2023年12月10日，菲律賓指於10日早上於南海執行恆常輪換和補給任務期間，巡邏船卡布拉號、補給船「尤娜扎‧五月」1號艇及另一艘民用補給船卡拉延號遭中國海警船發射水炮，卡拉延號的引擎嚴重損壞，要拖回巴拉望島，卡布拉號的船桿亦受損。至於「尤娜扎‧五月」1號艇遭中國海警艦艇撞擊，但仍可移動，將物資送往仁愛礁。當局表示，中國海岸警衛隊和海上民兵船隻「騷擾、阻止和執行對菲律賓民用補給船的危險演習——再次試圖非法阻礙或阻礙對第二托馬斯淺灘的常規補給和輪換任務」，批評中國船隻向補給南海軍事前哨的船隻發射水炮，菲律賓海岸警衛隊稱至少有兩艘船因水炮發射而受損。中國海警局指，菲律宾2艘海警船、1艘公务船和1艘运补船未经中国政府批准，非法闯入中国南沙群岛仁爱礁邻近海域，中国海警依法对菲船只采取管制措施，指控菲律賓的「尤娜扎·五月」1号艇无视多次警告，违反《国际海上避碰规则》，以不专业、危险方式突然转向，故意冲撞正常执法航行的海警21556艇，导致发生刮蹭，责任完全在菲方。

#### 2024年
在2024年中華民國總統選舉後，菲律宾总统小马科斯发文祝贺统赖清德当选总统。2024年1月16日，中国召见了菲律宾驻华大使吉米·弗洛克鲁兹（Jaime FlorCruz），警告该国“不要玩火”。菲律宾外交部随后重申“一个中国”政策。
2024年1月17日，中国外交部部长助理农融在上海同菲律宾外交部副部长特蕾莎·拉扎罗（Theresa Lazaro）共同主持召开中菲南中国海问题双边磋商机制（BCM）第八次会议。双方重申，南中国海争端“不是双边关系的全部”，雙方同意保持沟通对话，就南中国海形势和涉海问题“妥善管控矛盾分歧”。
2024年3月5日，中国与菲律宾在仁爱礁附近海域发生冲突，两艘隶属于菲律宾海岸警卫队的舰艇在向仁爱礁马德雷山号运送补给的时候，遭到中国海警与民兵船跟踪、围堵，阻挡舰艇横行，期间中方海警向菲方舰艇发射水炮，造成菲方士兵受伤、船只受损。针对这起冲突，中国海警新闻发言人甘羽则表示菲律宾违背承诺，刻意派出船只“擅闯”仁爱礁邻近海域，向其非法“坐滩”的马德雷山号军舰运送物资，并批评菲方故意冲撞中方海警船，导致发生轻微刮蹭。而出于人道主义，中方对菲方运送必需生活物资的1艘船作出临时性特殊安排。另一方面，菲律宾海军准将罗伊·特立尼达（Roy Trinidad）表示，菲律宾不会允许中国拆除菲律宾设在仁爱礁的军事哨所，也不会允许中国在另一处有争议的南海区域黄岩岛上建造任何建筑物。
2024年6月17日清晨6時左右，中國海警通报菲律宾一艘运补船进入仁爱礁邻近海域，海警对船只采取管制措施，并称菲律賓運補船「故意」危險接近中方正常航行船隻，導致發生擦碰，責任完全在菲方。菲律宾政府指责中国船舰在仁爱礁附近冲撞和损坏菲律宾船只。这是一次由菲律宾武装部队实施的军事行动，菲律宾海岸警卫队提供了支持。菲律宾武装部队从不同地点部署了六艘船执行补给任务，但由于中国海警的阻拦，没有一艘船到达仁愛礁。七名菲律宾士兵在与中方人员的互殴中受伤，其中一人的手指被切断，八支大威力枪支被中方扣押，一艘菲律賓硬壳充气艇（RHIB）也被刺破。四名菲律宾民航救援队人员被中国抓捕，但后来被释放。

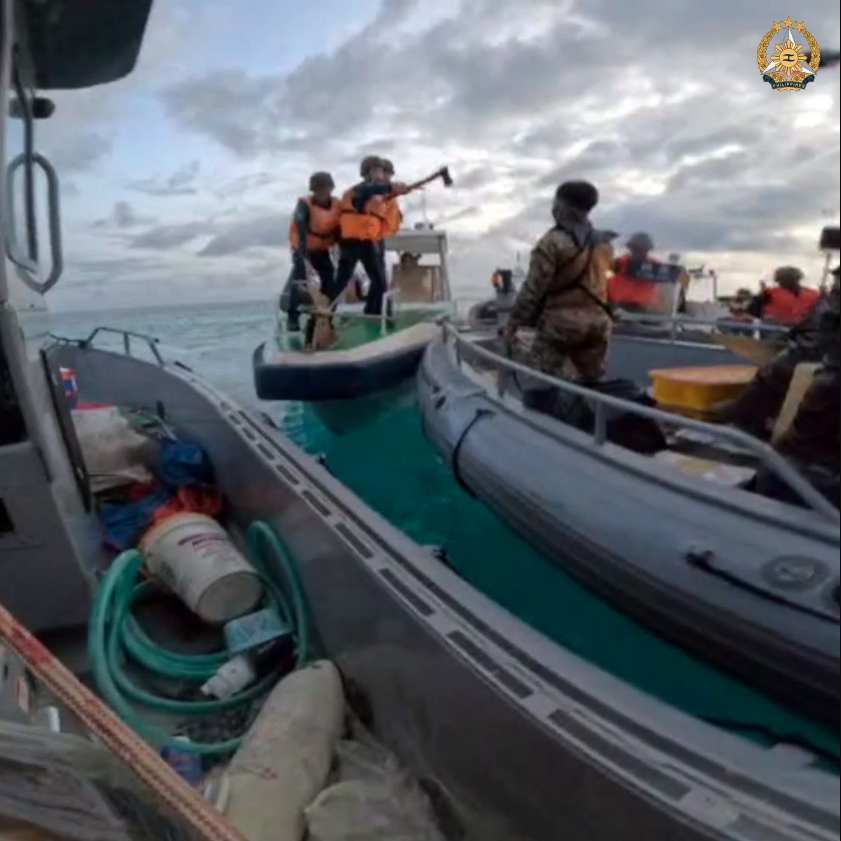
2024年6月17日，中国海警在与菲律宾海军人员对峙时手持斧头与防暴盾牌
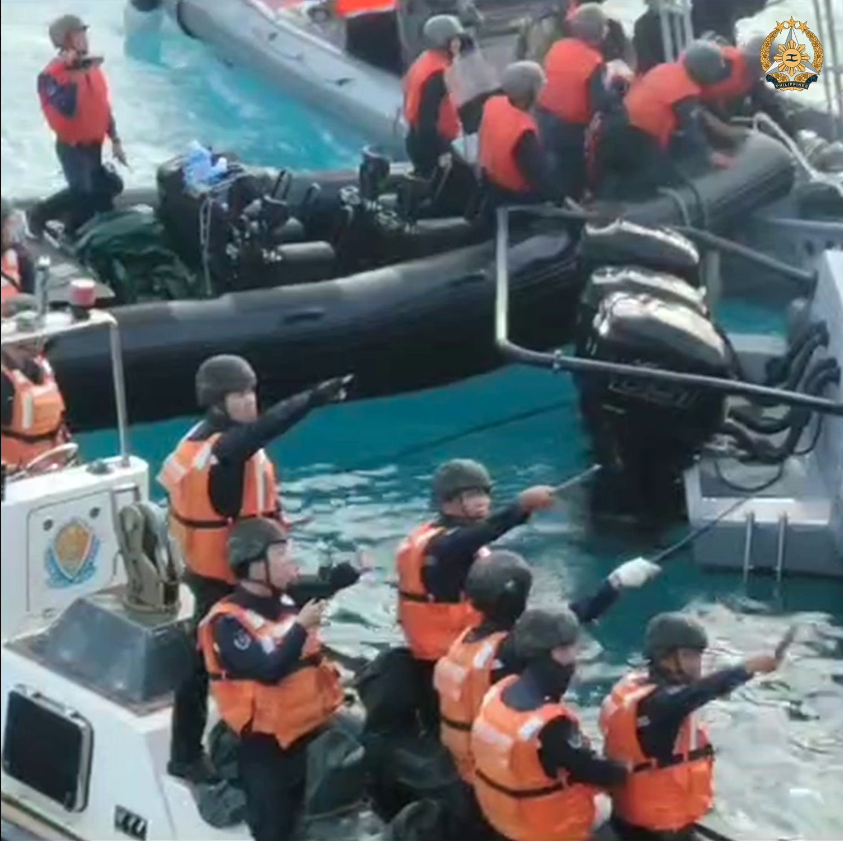
2024年6月17日，手持伸缩警棍与小刀的中国海警与菲律宾海军人员对峙

##### 達成諒解
2024年7月21日，菲律賓外交部稱已與中方就南海仁愛礁的馬德雷山號登陸艦之補給問題「達成臨時安排的共識」，但未有透露細節。7月22日，中國外交部發言人宣佈三點原則立場，包括：菲方違反《南海各方行為宣言》，特別是第五條關於不在無人島礁採取居住行為的規定，中方仍要求菲方拖走該艦；若菲方需對該艦居住人員提供生活物資補給，需在事先向中方通報，並經現場核查後，允許菲方實施運補，中方將全過程監控；如果菲方運送大量建材上艦，試圖建設固定設施和永久哨所，中方將予以攔阻。菲律賓外交部其後（22日）反駁中方所稱菲律賓已同意其有關條件，即對該軍艦進行補給任務時提前通知北京，指中方關於事先通報和現場確認的講法是不準確。

#### 2025年
2025年4月中，中国海警中南舰与菲律賓海巡署卡布拉号两船于黄岩岛附近海域发生航线冲突，双方互指对方非法穿越其航线、危险接近。
8月，菲律宾总统小费迪南德·马科斯在访问印度期间表示，如果中美在台湾问题上发生对抗，菲律宾不可能置身事外。11日，一艘中国海警船在黄岩岛附近海域追逐一艘菲律宾巡逻艇时，与一艘中国军舰发生剧烈碰撞，受损严重。

## 外部連結
- 中华人民共和国驻菲律宾共和国大使馆官方网站（简体中文）（英文）
  - 中华人民共和国驻菲律宾共和国大使馆经济商务处官方网站（简体中文）
- 中华人民共和国驻宿务总领事馆官方网站（简体中文）（英文）
  - 中华人民共和国驻宿务总领事馆经贸之窗官方网站（简体中文）
- 中华人民共和国驻拉瓦格领事馆官方网站（简体中文）（英文）
- 中华人民共和国驻达沃总领事馆官方网站（简体中文）（英文）
- 菲律賓駐華大使館官方網站（英文）